# Lungoterminismo

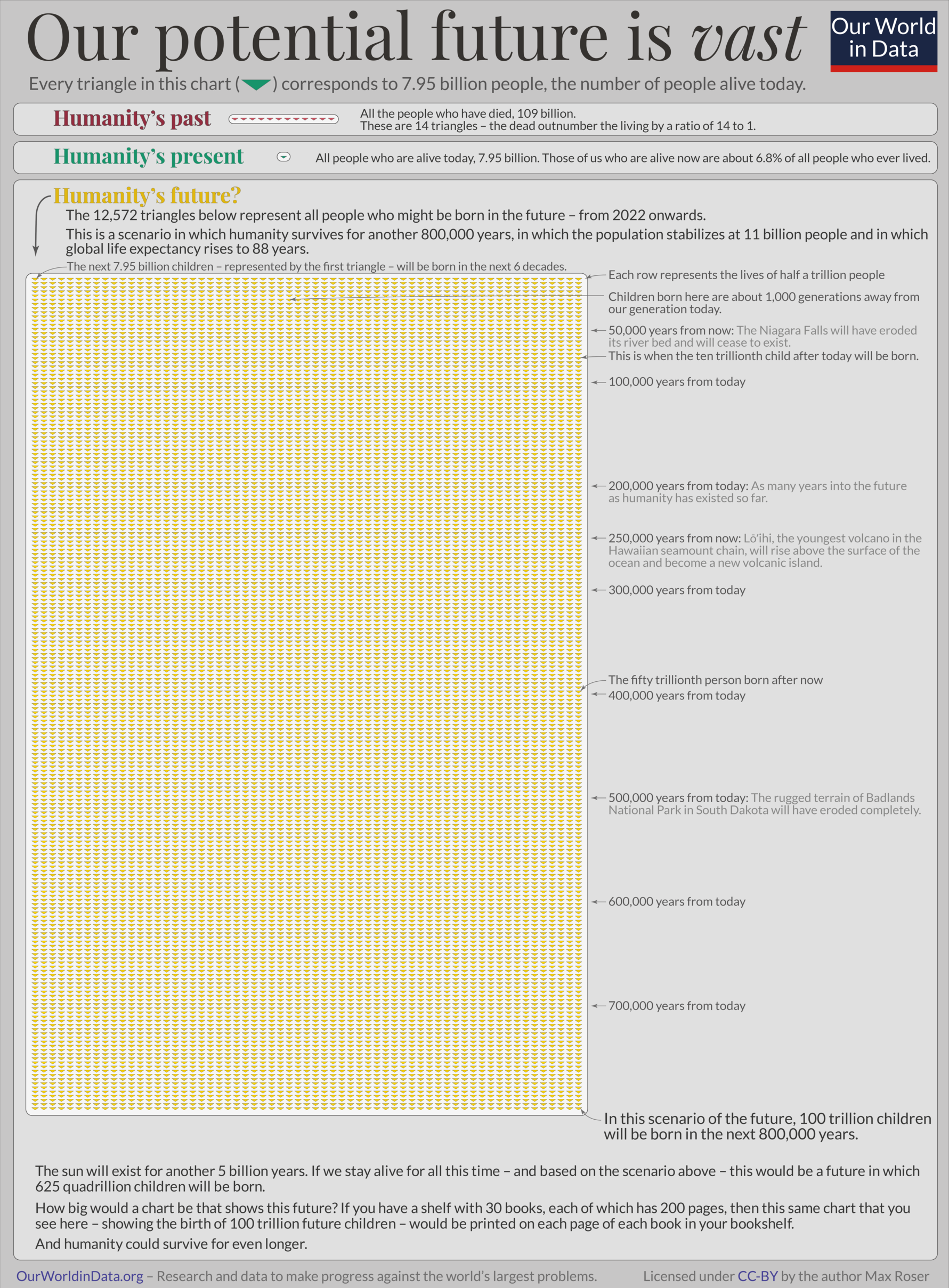
Illustrazione di Our World in Data sul potenziale numero di vite umane nel futuro

Il lungoterminismo (dall'inglese longtermism, da long term 'lungo termine'; talvolta italianizzato approssimativamente in lungotermismo) è una corrente di pensiero che considera eticamente prioritario influenzare positivamente il futuro dell'umanità «a lungo termine». Il lungoterminismo è una parte importante del cosiddetto «altruismo efficace».
Il concetto di lungoterminismo è stato divulgato in anni recenti dal filosofo scozzese William MacAskill e ripreso dal filosofo australiano Toby Ord.